# Brain Powerd
Brain Powerd (ブレンパワード?, Buren Pawādo) è un anime trasmesso in Giappone a partire dal 1998 e arrivato anche in Italia in DVD edito dalla Dynit. L'anime, prodotto dalla Sunrise si avvale di alcuni dei nomi più rinomati nell'animazione giapponese, come Yoshiyuki Tomino (regia), Mamoru Nagano (mecha design) e Yōko Kanno (musica). Sempre nel 1998 dall'anime è stato tratto anche un manga, disegnato da Yukiru Yugisaki.

## Trama
In un futuro non troppo lontano la Terra è stata quasi completamente devastata da diversi maremoti e terremoti, e all'origine di tutto ciò c'è la misteriosa organizzazione chiamata Orphan. L'obbiettivo di Orphan è di recuperare una fantomatica nave sommersa. Gli agenti di Orphan pilotano misteriosi mecha chiamati Grandchild, e sono alla ricerca di giganteschi dischi che appaiono di tanto in tanto sulla superficie terrestre, ed ogni volta che essi appaiono dal suolo nasce un Brain Powerd, una creatura simile ai Grandchild. La protagonista della storia, Hime diventa pilota di un Brain Powerd, e si unisce all'organizzazione internazionale che sta tentando di fermare Orphan.

## Doppiaggio
L'edizione italiana della serie è a cura della Dynit e il doppiaggio italiano è stato effettuato presso Videodelta di Torino sotto la direzione di Stefano Brusa. La traduzione dal giapponese è di Laura Giordano e i dialoghi italiani sono di Barbara Chies.
| Personaggio       | Voce giapponese    | Voce italiana       |
| ----------------- | ------------------ | ------------------- |
| Hime Utsumiya     | Akino Murata       | Ilaria Latini       |
| Yu Isami          | Tetsu Shiratori    | Alessandro Quarta   |
| Jonathan Green    | Gou Aoba           | Stefano Crescentini |
| Anoha McCormick   | Masako Isobe       | Cinzia De Carolis   |
| Winston Gaybridge | Masato Sako        | Emilio Cappuccio    |
| Saz Higgins       | Maria Kawamura     | Perla Liberatori    |
| Irene Carrier     | Shiho Nagoshi      | Barbara De Bortoli  |
| Kant Kestner      | Run Sasaki         | Gemma Donati        |
| Kensaku Isami     | Ryuichi Horibe     | Roberto Stocchi     |
| Komodo Maham      | Shoko Sakura       | Deborah Ciccorelli  |
| Midori Isami      | Shoko Kanoki       | Daniela Calò        |
| Mitsuo Minamoto   | Narumi Hidaka      | Emanuela D'Amico    |
| Nanga Silverly    | Shinichi Kotani    | Roberto Draghetti   |
| Queency Issa      | Kumiko Watanabe    | Ilaria Giorgino     |
| Yukio             | Miya Asakawa       | Gabriele Patriarca  |
| Naoko Isami       | Rumi Sugimoto      | Antonella Giannini  |
| Kanan Gimms       | Romi Paku          | Angela Brusa        |
| Kumazo            | Kumiko Watanabe    | Micaela Incitti     |
| Akari Komodo      | Shoko Sakura       | Emanuela Damasio    |
| Leight            | Hidetoshi Nakamura | Giuliano Bonetto    |
| Prof. Kuwabara    | Toshihiko Nakajima |                     |
| Baron Maximilian  | Masako Isobe       |                     |
| Capitan Lasse     | Hidetoshi Nakamura | Oreste Baldini      |
| Mohammed          | Yoku Shioya        | Stefano Brusa       |

In Italia il primo episodio della serie fu trasmesso in versione sottotitolata all'interno della maratona Robothon su MTV nella notte tra il 12 e il 13 dicembre 2000; tuttavia, nonostante alcuni annunci, la serie integrale fu pubblicata solo nel 2006 in DVD.

## Episodi
| Nº | Titolo italiano Giapponese 「Kanji」 - Rōmaji                           | In onda           | In onda |
| Nº | Titolo italiano Giapponese 「Kanji」 - Rōmaji                           | Giapponese        |         |
| 1  | Dalle grandi profondità marine 「深海を発して」 - shinkai wo hasshi te  | 8 aprile 1998     |         |
| 2  | Il secondo incontro voluto dal destino 「運命の再会」 - unmei no saikai | 15 aprile 1998    |         |
| 3  | La battaglia di Yu 「勇の戦い」 - isano tatakai                         | 22 aprile 1998    |         |
| 4  | Fiamme della terra natia 「故郷の炎」 - kokyō no honoo                  | 29 aprile 1998    |         |
| 5  | Amico o nemico? 「敵か味方か」 - teki ka mikata ka                      | 6 maggio 1998     |         |
| 6  | Double revival 「ダブル・リバイバル」 - daburu. ribaibaru               | 13 maggio 1998    |         |
| 7  | Reazione di rigetto 「拒否反応」 - kyohihannō                           | 20 maggio 1998    |         |
| 8  | Nella zona di scalo 「寄港地で」 - kikōchi de                           | 27 maggio 1998    |         |
| 9  | La spada di Jonathan 「ジョナサンの刃」 - jonasan no ha                 | 17 giugno 1998    |         |
| 10 | La tentazione della plate 「プレートの誘惑」 - pureto no yūwaku         | 24 giugno 1998    |         |
| 11 | Fratello e sorella 「姉と弟」 - ane to otōto                            | 1º luglio 1998    |         |
| 12 | Azione Individuale 「単独行」 - tandoku gyō                             | 8 luglio 1998     |         |
| 13 | La maestosa emersione 「堂々たる浮上」 - dōdō taru fujō                 | 22 luglio 1998    |         |
| 14 | L'anima si sente sola? 「魂は孤独？」 - tamashii ha kodoku?             | 29 luglio 1998    |         |
| 15 | Unica breccia 「一点突破」 - itten toppa                                | 5 agosto 1998     |         |
| 16 | Ospiti indesiderati 「招かれざる客」 - maneka rezaru kyaku              | 12 agosto 1998    |         |
| 17 | Al di là della cortina 「カーテンの向こうで」 - katen no mukō de        | 19 agosto 1998    |         |
| 18 | L'abisso dell'amore 「愛の淵」 - ai no fuchi                            | 26 agosto 1998    |         |
| 19 | Le Montagne che si muovono 「動く山脈」 - ugoku sanmyaku                | 16 settembre 1998 |         |
| 20 | L'ambizione di Governor 「ガバナーの野望」 - gabana no yabō             | 23 settembre 1998 |         |
| 21 | Intreccio di visual hallucination 「幻視錯綜」 - genshi sakusō          | 30 settembre 1998 |         |
| 22 | Rischiare il tutto per tutto 「乾坤一擲」 - kenkon'itteki               | 14 ottobre 1998   |         |
| 23 | Sweet memories 「スイート・メモリーズ」 - suito. memorizu               | 21 ottobre 1998   |         |
| 24 | Scherzi della memoria 「記憶のいたずら」 - kioku noitazura              | 28 ottobre 1998   |         |
| 25 | L'esitazione di Orphan 「オルファンのためらい」 - orufan notamerai      | 4 novembre 1998   |         |
| 26 | Il volo 「飛翔」 - hishō                                                | 11 novembre 1998  |         |

## Colonna sonora
Sigla di apertura
- "In my dreams", musica e arrangiamento di Shintaroito, testo di Eri Shingyoji, cantata da Eri Shingyoji

Sigla di chiusura
- "Ai no Rinkaku (Field of Love)" cantata da Kokia